# Viarigi
Viarigi (piemontiul: Viaris) település Olaszországban, Piemont régióban, Asti megyében. Lakosainak száma 851 fő (2023. január 1.). Viarigi Felizzano, Quattordio, Refrancore, Altavilla Monferrato és Montemagno Monferrato községekkel határos.

## Népesség
A település lakossága az elmúlt években az alábbi módon változott:
| Lakosok száma | 923  | 921  | 851  |
|               | 2017 | 2018 | 2023 |